# The Target
The Target è il secondo EP degli Hoobastank. L'EP contiene 3 tracce mai pubblicate finora e 4 tracce dell'album di debutto Hoobastank in acustico.
Questo EP è stato disponibile per un tempo limitato ed è un oggetto raro da trovare.